# Wilhelm Wendenburg

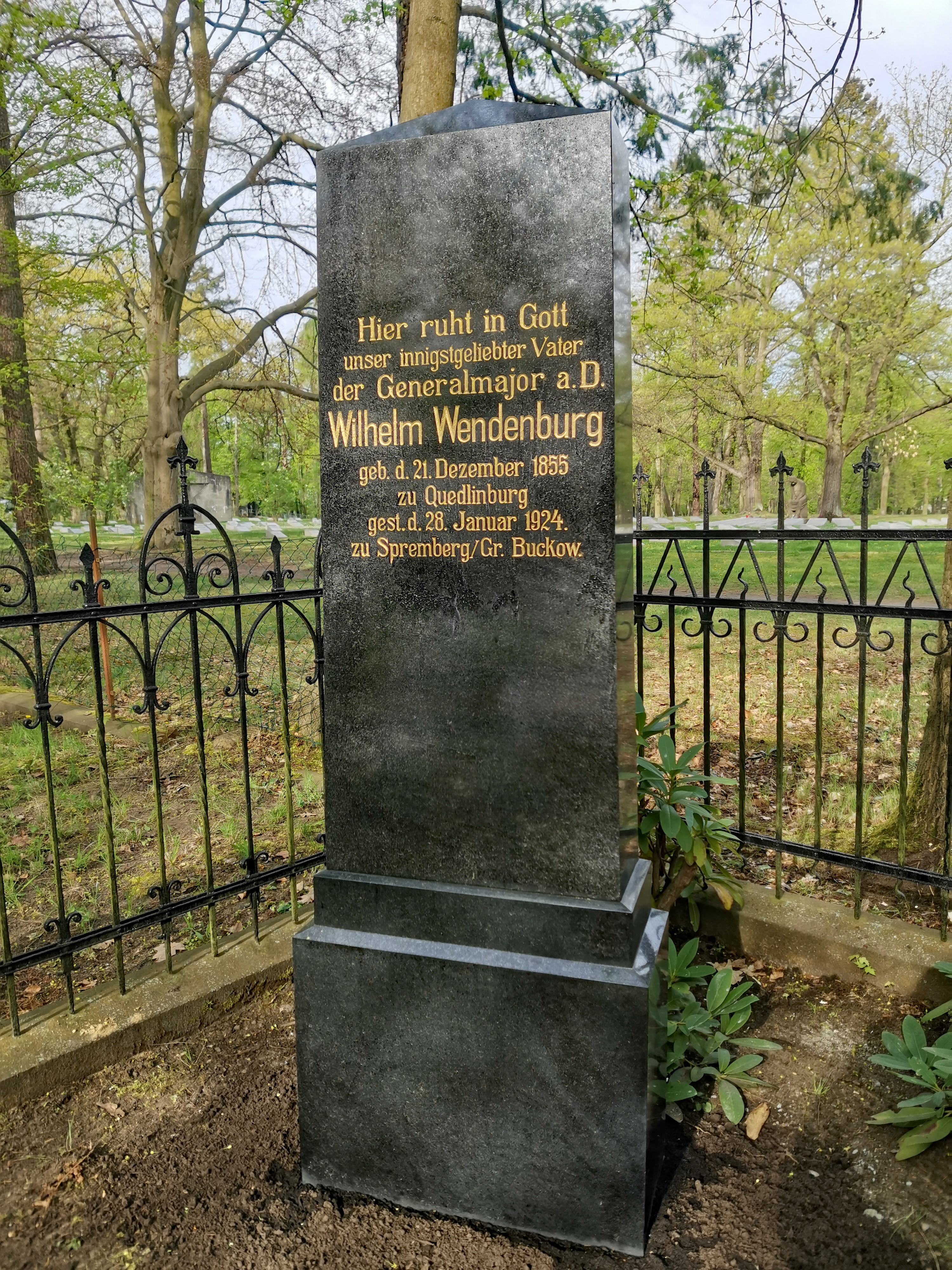
Grabstein von Wilhelm Wendenburg

Wilhelm Friedrich Wendenburg (* 21. Dezember 1855 in Quedlinburg; † 28. Januar 1924 in Spremberg) war ein deutscher Generalmajor der Marineinfanterie der Kaiserlichen Marine.

## Leben
Wilhelm Wendenburg war der Sohn des gleichnamigen Rittergutsbesitzers auf Friedenau im Kreis Arnswalde. Er trat am 1. Mai 1877 als Dreijährig-Freiwilliger in das 6. Westfälische Infanterie-Regiment Nr. 55 der Preußischen Armee ein und avancierte Mitte Oktober 1878 zum Sekondeleutnant. Vom 1. Oktober 1886 bis zum 1. April 1890 diente er als Adjutant des II. Bataillons und stieg zwischenzeitlich am 15. November 1887 zum Premierleutnant auf. Unter Beförderung zum Hauptmann erfolgte am 14. September 1893 seine Ernennung zum Kompaniechef. In dieser Eigenschaft wurde Wendenburg am 1. April 1897 in das neugebildete Infanterie-Regiment Nr. 158 nach Paderborn versetzt und mit dem Ehrenkreuz IV. Klasse des Lippischen Hausorden ausgezeichnet.
Am 27. Januar 1899 schied Wendenburg zwecks Übertritt zur Marineinfanterie aus der Armee und wurde mit seinem Patent als Hauptmann und Kompaniechef im II. Seebataillons wieder angestellt. Dort führte er die 2. Kompanie, bis er schließlich am 18. Dezember 1899 mit seiner bisherigen Uniform zum Vorstand des Bekleidungsamtes in Wilhelmshaven ernannt wurde. Diesen Posten sollte er im weitern Verlauf seiner Militärkarriere beibehalten. In dieser Eigenschaft erhielt Wendenburg Mitte November 1900 die Erlaubnis zur Annahme des Ritterkreuzes II. Klasse des Ordens vom Zähringer Löwen mit Eichenlaub und rückte am 27. Januar 1904 zum überzähligen Major auf. Am 21. Februar 1911 wurde er zum Oberstleutnant befördert. Am 27. Juni 1913 erhielt er den Charakter als Oberst sowie im
Juni 1914 die Erlaubnis zur Annahme des Ehrenkomturkreuz des Haus- und Verdienstorden des Herzogs Peter Friedrich Ludwig.
Während des Ersten Weltkriegs wurde er am 24. Dezember 1915 aus den Militärdienst verabschiedet und mit dem Roten Adlerorden III. Klasse mit Schleife ausgezeichnet. Später wurde Wendenburg als a. D.-Offizier wiederverwendet und war ab dem 15. April 1916 Leiter der Kriegsabnahme- und Verteilungsstelle für Marinebekleidung im Reichsmarineamt. Zuletzt stand er zur Verfügung des Staatssekretärs des Reichsmarineamtes und erhielt nach Kriegsende am 17. Oktober 1919 mit Dienstalter vom 30. November 1918 den Charakter als Generalmajor.